# Sanogasta rufithorax
Sanogasta rufithorax là một loài nhện trong họ Anyphaenidae.
Loài này thuộc chi Sanogasta. Sanogasta rufithorax được Albert Tullgren miêu tả năm 1902.